# Jonathan Kaplan (reżyser)
Jonathan Kaplan (ur. 25 listopada 1947 w Paryżu, zm. 1 sierpnia 2025 w Los Angeles) – amerykański reżyser, scenarzysta oraz producent filmowy i telewizyjny.

## Życiorys
Pochodził z rodziny związanej z przemysłem filmowym. Był synem kompozytora muzyki filmowej Sola Kaplana i aktorki Frances Heflin, która była siostrą aktora Vana Heflina. Z największym uznaniem spotkał się jego dramat Oskarżeni (1988) z oscarową rolą Jodie Foster.
Zmarł 1 sierpnia 2025. Przyczyną jego śmierci był rak wątroby.

## Filmografia
- Pan Bilion (1977)
- Nad krawędzią (1979)
- Serce do jazdy (1983)
- Projekt X (1987)
- Oskarżeni (1988)
- Rodzina zastępcza (1989)
- Obsesja namiętności (1992)
- Pole miłości (1992)
- Wystrzałowe dziewczyny (1994)
- Z zimną krwią (1996)
- W matni (1999)

Reżyserował także seriale telewizyjne; m.in.: Upadłe anioły  (1993–1995), Ostry dyżur (1994–2009), Prawo i porządek (1990–2010), Bez śladu (2002–2009), Bracia i siostry (2006–2011).